# 王師 (清朝)
王 師（おう し）は清の政治家である。字は貞甫。山西省臨汾の人。
乾隆11年（1746年）、浙江布政使へ昇格。後に江蘇へ転任。その後、天津道按察使に降格。その後再び浙江布政使の官職を授かる。乾隆15年（1750年）、江蘇巡撫に抜擢されるも、程無く死亡。王亶望という息子を持つ。

## 参考
『清史稿』巻三三九